# Adolf Wahlmann
Adolf Wahlmann, född 10 december 1876 i Ehrenbreitstein, död 1 november 1956 i Michelfeld, var en tysk psykiater och dömd krigsförbrytare. Han deltog i Tredje rikets så kallade eutanasiprogram Aktion T4 och var mellan 1942 och 1945 chefsläkare vid Tötungsanstalt Hadamar. 
Under Wahlmanns tid som chefsläkare dog 4 422 människor på Tötungsanstalt Hadamar, de flesta av undernäring eller av administrerade läkemedelsöverdoser.
Vid Hadamarrättegången dömdes Wahlmann i oktober 1945 till livstids fängelse. I mars 1947 dömdes han av Landgericht Frankfurt am Main till döden för mord i minst 900 fall. Genom en grundlagsändring den 23 maj 1949 avskaffades dödsstraffet och Wahlmanns straff omvandlades till livstids fängelse. Han släpptes ur fängelse 1953.